# Ларомигьер, Пьер
Пьер Ларомигьер (фр. Pierre Laromiguière; 3 ноября 1756, Ливиньяк-ле-О — 12 августа 1837, Париж) — французский философ.

## Биография
Воспитывался в религиозной семье, стал священником. Благодаря своим исключительным способностям уже с 17 лет начал преподавать, преподавал философию в Тулузском университете. В 1784 году защитил в этом университете диссертацию Право собственности нарушается всякий раз, когда произвольно повышаются налоги (Droit de propriété est violé toutes les fois que les impôts sont levés arbitrairement).
После предпринятой им неудачной попытки ввести в Тулузском университете свободный курс философии Ларомигьер уехал в Париж и поступил в Высшую нормальную школу, в 1795 году занял в ней кафедру логики, также преподавал в лицее Людовика Великого.
В 1793 году опубликовал работу Предварительный набросок элементов метафизики (Projet d'éléments de metaphysique), объединяющую идеи Сьейеса, Кабаниса и Дестюта де Траси.
В 1799 году после переворота 18 брюмера вошел в состав Трибуната.
В 1805 году опубликовал книгу Парадоксы Кондильяка, или Размышления о кондильяковском языке исчисления (Paradoxes de Condillac, ou Réflexions sur la langue des calculs de Condillac). С 1811 был профессором Сорбонны, его лекции имели огромный успех. Его труд Лекции по философии, или Опыт о способностях души (Leçons de philosophie ou essai sur les facultés de l'âme, 1815—1818) долгое время был основой классического преподавания философии во Франции.

## Идеи
В целом примыкал к сенсуалистской школе Кондильяка, но выводил познание не из ощущений самих по себе, а из воздействия души на ощущения, что выражается, главным образом, в актах внимания. Внимание, по мнению Ларомигьера, порождает сравнение, которое, открывая все отношения вещей, служит исходным пунктом суждения и рассуждения.